# Ursul Yogi
Ursul Yogi (în engleză Yogi Bear) este un personaj de desene animate creat de Hanna-Barbera. Acesta a fost pentru prima dată un segment din Huckleberry Hound și apoi a apărut în propria sa televiziune cu segmentele Snagglepuss și Yakky Doodle.

## Acțiune
Povestea stă în Parcul Jellystone (în Aventurile ursului Yogi cunoscut ca Parcul Jeleustone în versiunea dublată în română) unde oamenii vin pentru: picnic, grătar și altele. În cealaltă parte a parcului locuiește un urs pe nume Yogi Bear (numele face referire la jucătorul de baseball Yogi Berra) alături de companionul său Boo-Boo Bear. De cele mai multe ori, ei pun la cale furtul coșurilor de picnic ale turiștilor, în vreme ce pădurarul Smith încearcă să-i împiedice.
Devenind faimos, Yogi a apărut în foarte multe televiziuni și filme animate alături de Boo-Boo și de obicei de alte personaje Hanna-Barbera, deobicei de personajele din celelalte scurt-metraje făcute de studio ca Snagglepuss, Huckleberry Hound și Quick Draw McGraw.

## Personaje
- Ursul Yogi este personajul principal al seriei. El poartă o pălărie verde și o cravată verde cu un guler alb. Lui îi place foarte mult să mănânce și de aceea scopul lui este să fure coșurile de picnic ale oamenilor din parc.
- Ursulețul Boo-Boo este companionul lui Yogi care întotdeauna îl ajută pe acesta când are probleme.
- Pǎdurarul Smith este șeful Parcului Jellystone care întotdeauna îl oprește pe Yogi când fură coșurile de picnic ale oamenilor, însă Yogi nu se va da bătut niciodată.
- Cindy Bear este iubita lui Yogi care rar apare în episoade. A debutat în episodul Acobatty Bear. Pielea acesteia a fost la început albastră dar a fost recolorată mai târziu în maroniu.

## Vocile
Vocile personajelor au fost făcute de:
- Ursul Yogi: Daws Butler (1958 - 1988)
Greg Burson (1988 - 1994)
Jeff Bergman (reclame) 
 Stephen Worth (Boo Boo Runs Wild, Boo Boo and the Man) 
 Dan Aykroyd  (2010)
- Boo-Boo: Don Messick (1958-94) 
 Jeff Bergman (reclame) 
 John Kricfalusi (Boo Boo Runs Wild) 
 Justin Timberlake (2010)
- Pǎdurarul Smith: Don Messick (1958-94) 
 Tom Cavanagh (2010)
- Cindy: Julie Bennett 
 Kath Soucie

## Episoade

### Sezonul 1
1. Yogi Bear’s Big Break
2. Slumber Party Smarty
3. Pie-Pirates
4. Big Bad Bully
5. Foxy Hound Dog
6. Big Brave Bear
7. Tally Ho Ho Ho
8. High Fly Guy
9. Baffled Bear
10. The Brave Little Brave
11. The Stout Trout
12. The Buzzin’ Bear
13. The Runaway Bear
14. Be My Guest Pest
15. Duck in Luck
16. Bear on a Picnic
17. Prize Fight Fright
18. Brainy Bear
19. Robin Hood Yogi
20. Daffy Daddy
21. Scooter Looter
22. Hide and Go Peek
23. Show Biz Bear
24. Lullabye-Bye Bear
25. Bearface Disguise
26. Papa Yogi
27. Stranger Ranger
28. Rah Rah Bear
29. Bear for Punishment
30. Nowhere Bear
31. Wound-up Bear
32. Bewitched Bear
33. Hoodwinked Bear
34. Snow White Bear
35. Space Bear
36. Disguise and Gals

### Sezonul 2
1. Love-Bugged Bear
2. Do or Diet
3. Bears and Bees
4. Genial Genie
5. Cub Scout Boo Boo
6. A Pair of Bears
7. Spy Guy
8. The Biggest Show Off on Earth
9. Booby Trapped Bear
10. Touch and Go-Go-Go
11. Oinks and Boinks
12. Little Red Riding Boo Boo
13. Bare Face Bear
14. Iron Hand Jones
15. Slap Happy Birthday
16. Acrobatty Yogi

### Sezonul 3
1. Gleesome Threesome
2. Missile-Bound Bear
3. Muscle-Bound Yogi
4. Loco Locomotive
5. A Wooin’ Bruin
6. Yogi in the City
7. Queen Bee for a Day
8. Batty Bear
9. Droop-a-Long Yogi
10. Ring-a-Ding Picnic Basket
11. Threadbare Bear
12. Ice Box Raider
13. Bear Foot Soldiers
14. Birthday Show

## Filmografie

### Seriale de televiziune
- Huckleberry Hound (1958–1962)
- Ursul Yogi (Yogi Bear) (1961–1963)
- Gașca lui Yogi (1973–1975)
- Laff-A-Lympics (1977–1978)
- Yogi's Space Race (1978–1979)
- Galaxy Goof-Ups (1978–1979)
- Yogi și vânătoarea de comori (Yogi's Treasure Hunt) (1985–1988)
- Aventurile ursului Yogi (The New Yogi Bear Show) (1988)
- Wake, Rattle, and Roll (Fender Bender segment; 1990–1991)
- Yo Yogi! (1991-1992)

### Filme speciale de televiziune
- Arca lui Yogi (1972)
- Hanna-Barbera's All-Star Comedy Ice Revue (1977)
- Casper's First Christmas (1979)
- Yogi's First Christmas (1980)
- Yogi Bear's All Star Comedy Christmas Caper (1982)
- Evadarea lui Yogi (Yogi's Great Escape) (1987)
- Yogi Bear and the Magical Flight of the Spruce Goose (1987)
- Yogi and the Invasion of the Space Bears (1988)
- Bunul, răul și câinele Huckleberry (The Good, the Bad and Huckleberry Hound) (1988)
- Hanna-Barbera's 50th: A Yabba Dabba Doo Celebration (1989)
- Yogi the Easter Bear (1994)
- Nopțile Arabe (Scooby-Doo in Arabian Nights) (1994)

### Filme teatrale
- Hey There, It's Yogi Bear! (1964)
- Ursul Yogi (Yogi Bear) (2010)
- Ursul Yogi 2 (Yogi Bear 2) (2017)

## Legături externe
- Ursul Yogi la Internet Movie Database